# 袁一驥
袁一驥（？—？），字德良，號存菴、晞我，直隸常州府江陰縣人，明朝政治人物。

## 生平
萬曆十年（1582年）壬午科應天鄉試第二十一名舉人，十一年（1583年）聯捷癸未科三甲第一百九十六名進士。兵部觀政，次年授順天府學教授，十四年升國子監助教，十五年升禮部主事，十八年省親，二十一年補原职，升员外郎，二十二年升禮部儀制司郎中，二十三年升山東副使、分巡濟南，二十七年升廣東右參政，本年調山東參政兼佥事，二十九年升山東按察使，三十一年補湖廣按察使，整飭郴桂兵備，三十五年升本省右布政使，三十六年丁憂，三十九年復除福建右布政，四十年升本省左布政使，四十一年升任福建巡撫都御史，任內平息閩粵糾紛。四十三年因病回籍調理。

## 家族
曾祖袁䋊；祖父袁甫；父袁禹臣，母趙氏。